# Мезеро
Мезеро (італ. Mesero) — муніципалітет в Італії, у регіоні Ломбардія,  метрополійне місто Мілан.
Мезеро розташоване на відстані близько 500 км на північний захід від Рима, 27 км на захід від Мілана.
Населення — 4101 особа (2014).
Щорічний фестиваль відбувається 7 квітня. Покровитель — San Bernardo.

## Демографія
Населення за роками:

Станом на 1 січня 2023 року в муніципалітеті офіційно проживало 256 іноземців з 31 країни, серед них 47 громадян країн Євросоюзу та 23 громадяни України.

## Сусідні муніципалітети
- Бернате-Тічино
- Куджоно
- Інверуно
- Маркалло-кон-Казоне
- Оссона